# Doris Bay
Die Doris Bay ist eine kleine Bucht an der Nordküste Südgeorgiens. Sie liegt unmittelbar südöstlich der Saint Andrews Bay.
Der Name der Bucht ist seit mindestens 1929 bekannt und seither etabliert. Der Benennungshintergrund ist nicht überliefert.